# جژبیا
جژبیا (به لهستانی:  Dzierzbia) یک روستا در لهستان است که در گمینا ستاویسکی واقع شده‌است. جژبیا ۳۷۳ نفر جمعیت دارد.